# Чжуншань (місто)
Чжуншань (кит. спр. 中山市, піньїнь: Zhōngshān Shì) — місто-округ в китайській провінції Гуандун. 

## Географія
Чжуншань розташовується у центральній частині провінції.

### Клімат
Місто знаходиться у зоні, котра характеризується вологим субтропічним кліматом. Найтепліший місяць — липень із середньою температурою 29.3 °C (84.7 °F). Найхолодніший місяць — січень, із середньою температурою 16.3 °С (61.3 °F).
| Клімат Чжуншаня         | Клімат Чжуншаня | Клімат Чжуншаня | Клімат Чжуншаня | Клімат Чжуншаня | Клімат Чжуншаня | Клімат Чжуншаня | Клімат Чжуншаня | Клімат Чжуншаня | Клімат Чжуншаня | Клімат Чжуншаня | Клімат Чжуншаня | Клімат Чжуншаня | Клімат Чжуншаня |
| Показник                | Січ.            | Лют.            | Бер.            | Квіт.           | Трав.           | Черв.           | Лип.            | Серп.           | Вер.            | Жовт.           | Лист.           | Груд.           | Рік             |
| Середня температура, °C | 16,3            | 16,7            | 19,8            | 23,8            | 27,5            | 28,6            | 29,3            | 28,8            | 27,8            | 25,4            | 21,6            | 17,9            | 23,6            |
| Норма опадів, мм        | 27              | 45.3            | 60.7            | 142.6           | 207.7           | 255             | 189.4           | 286.3           | 267.7           | 109.4           | 46              | 20.7            | 1657.8          |
| Днів з опадами          | 11,2            | 12,4            | 13,1            | 14,2            | 16,6            | 18,3            | 16,5            | 18,1            | 15,4            | 11,8            | 9,7             | 9,9             | 167,2           |
| Вологість повітря, %    | 78.9            | 85.5            | 87.7            | 87.2            | 83.9            | 83.6            | 81.3            | 83.5            | 81.1            | 78              | 75.3            | 75.1            | 81.8            |
| ----------------------- | --------------- | --------------- | --------------- | --------------- | --------------- | --------------- | --------------- | --------------- | --------------- | --------------- | --------------- | --------------- | --------------- |
| Джерело: Weatherbase    |                 |                 |                 |                 |                 |                 |                 |                 |                 |                 |                 |                 |                 |